# Monoatòmic
En física i química, el terme monoatòmic prové etimològicament de la combinació de les paraules gregues mono (un) i atomic (sense parts o irrompible), i significa "un sol àtom". És aplicat normalment a gasos: un gas monoatòmic és aquell els àtoms del qual no estan units entre si.
Sota condicions normals de pressió i temperatura (CNPT), tots els gasos nobles són monoatòmics, a més dels vapors metàl·lics. Per trobar un gas monoatòmic l'element ha de tenir normalment valència zero (com en el cas dels gasos nobles), o ser un gas diatòmic sota condicions extremament baixes de pressió, com és el cas de l'oxigen en la part més alta de l'atmosfera de la Terra.
També és conegut com a estat-m.

## Propietats
Els gasos monoatòmics no ionitzats tendeixen a tenir capacitats calorífiques properes a 3/2R (essent R la constant dels gasos ideals). Això és especialment cert com més rarificat estigui el gas o més alta temperatura es trobi. Aquest resultat és una conseqüència del teorema d'equipartició de l'energia, essent els graus de llibertat translacional els únics generalment accessibles i l'espai tridimensional. Aquest teorema prediu que la capacitat calorífica hauria de ser 3/2 R.